# داوتی هانسون
داوتی هانسون (انگلیسی: Doughty Hanson & Co) شرکت خدمات مالی بریتانیایی است، که در سال ۱۹۸۵ تأسیس شد.